# Менцикал
Менцикал (пол. Męcikał) — село в Польщі, у гміні Бруси Хойницького повіту Поморського воєводства.
Населення — 642 особи (2011).

## Демографія
Демографічна структура станом на 31 березня 2011 року:
|          | Загалом | Допрацездатний вік | Працездатний вік | Постпрацездатний вік |
| -------- | ------- | ------------------ | ---------------- | -------------------- |
| Чоловіки | 318     | 70                 | 209              | 39                   |
| Жінки    | 324     | 64                 | 193              | 67                   |
| Разом    | 642     | 134                | 402              | 106                  |